# Länsmuseet Varberg
Le Länsmuseet Varberg se situe dans la forteresse de Varberg en Varberg, Suède. Les pièces les plus connues du musée sont l’homme de Bocksten et le bouton qui, selon la légende, a tué Charles XII de Suède.